# Thiocyanaat

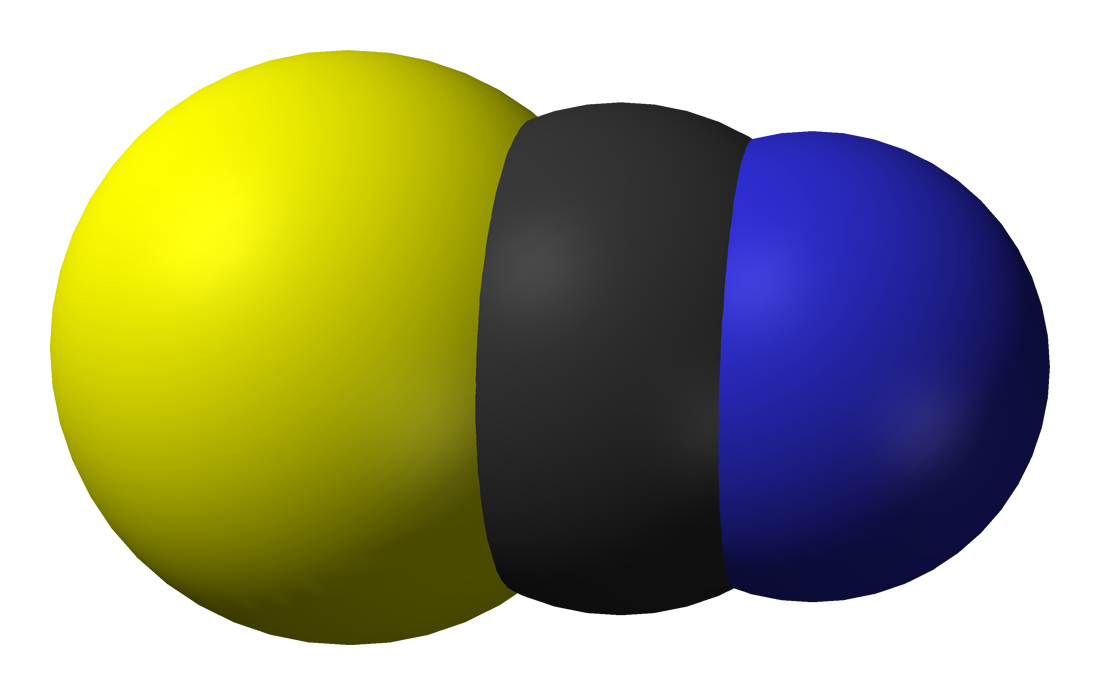
Molecuulmodel van het thiocyanaat-ion

Het thiocyanaat-ion (SCN−), ook wel rodanide-ion genoemd, is een anion bestaande uit een stikstofatoom, een koolstofatoom en een zwavelatoom, en is 1 keer negatief geladen. De moleculaire massa bedraagt 58,0824 g/mol. Thiocyanaat is de geconjugeerde base van thiocyaanzuur.
In de organische chemie is het ook een functionele groep. De structuurformule, inclusief de resonantiestructuren, van thiocyanaat ziet er als volgt uit: